# Кульмське право

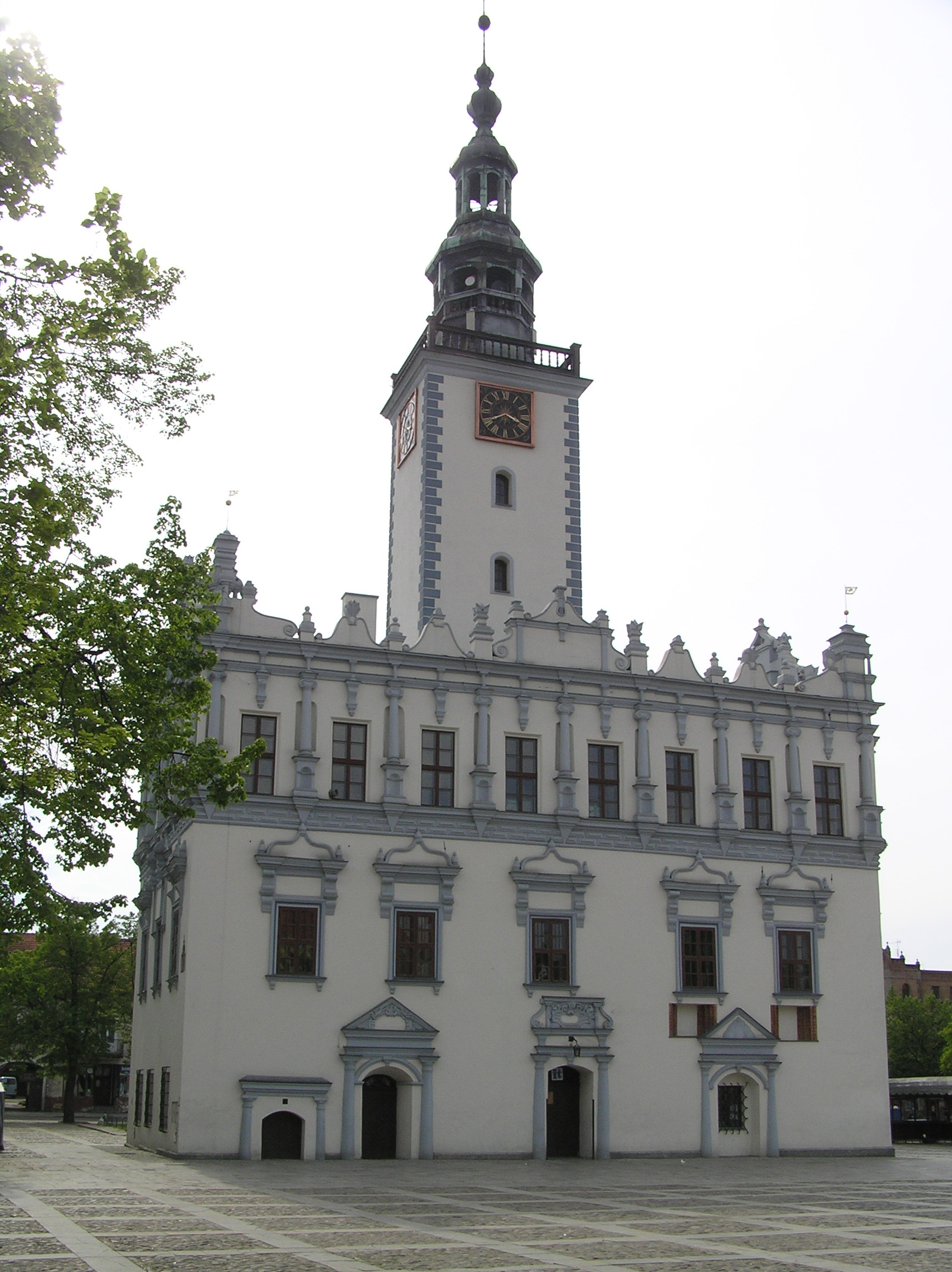
Кульмська ратуша

Кульмське право, Кульмське (Хелмінське) міське право (лат. Jus Culmense vetus, нім. Kulmer Recht, пол. Prawo chełmińskie)) — різновид магдебурзького міського права, норми привілеїв/грамот та відповідної судової практики, що застосовувалися у середньовіччі у містах Тевтонського ордену.
Ініційоване 28 грудня 1233 року в державі тевтонських лицарів великим магістром  Германом фон Зальцою та ландмейстром Германом фон Балком, коли міста Торн (Торунь) та Хелмно (Кульм) отримали німецьке міське законодавство, зокрема модифікацію магдебурзьких прав. 
Названа Кульмське є на честь міста Кульм (нині Хелмно), в якому вперше підписали право. Оригінальний документ втрачено 244 року, коли ратуша згоріла внаслідок нападу Святополку II Великого, герцога Поморського. Оновлений статут від 1 жовтня 1251 року ґрунтувався на копії права міста Торн (нині Торунь), але прав у порівняні з оригіналом їх стало менше.
Цей вид права в основному надавався Тевтонським орденом містам у межах їхньої лицарської держави, але також прийнятий містами в інших місцях, головним чином у сусідньому незалежному герцогстві Мазовії. Крім того, Кульмське право розширирили до більшої збірки законів під назвою нім. Alter Kulm.

## Історія

### Виникнення
Виникло в процесі утвердження Тевтонського ордену на землях Пруссії як засіб правового регулювання стосунків ордену з колоністами та відносин станів між собою. Згодом Кульмське право поширилося на нові орденські території в Балтії та Польщі. Занепад держави Тевтонського ордену, втрата захоплених територій, виокремлення після другого Торунського миру 1466 року підвладної Польщі Королівської Пруссії та підвладної ордену Князівської Пруссії не припинили, а посилили поширення Кульмського права. Загалом упродовж XIII—XVIII століть Кульмське право надане 52 містам у Князівській Пруссії та 41 місту в Королівської Пруссії. На інших етнічних польських землях його одержали понад 100 міст, на етнічних литовських землях — 4 міста. На межі XIV—XV століть Кульмське право надане 18 містам Підляшшя і Волині.

### Особливості та поширення

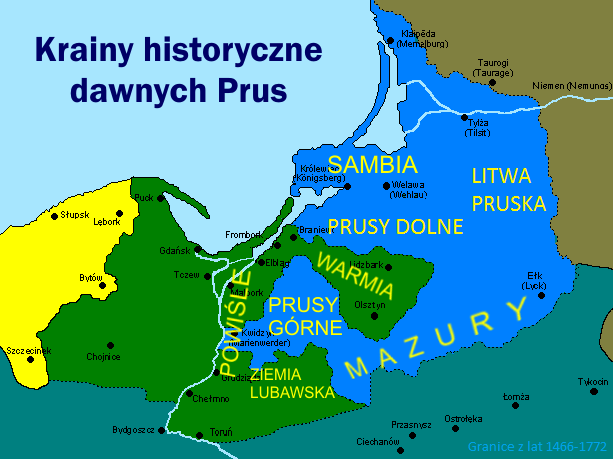
Територія поширення Кульмського права

Особливістю Кульмського права стало його поширення не лише на міщан, а й на шляхтичів та селян, що привело до появи Кульмського земського права і Кульмського сільського права. Здебільшого це відбувалося через застосування Кульмського права відповідними судами. Окрім того, Кульмське право мало застосування на окремі села Пруссії, Польщі та України (здебільшого, на вперше освоєних територіях).
У держави Тевтонського ордену Кульмське право є загальнодержавним правом фактично, а 1476 року король Польський і Великого князівства Литовського Казимир IV Ягеллончик видав привілей, згідно з яким Кульмське право ставало юридично обов'язковим (з окремими винятками) у всьому Королівстві Пруссії.
Поширеності Кульмського права сприяла його краща пристосованість до місцевих умов унаслідок запозичення нормам магдебурзького звичаєвого німецького і польського права, використання судової практики, а згодом — і рецепійованого римського права. Кульмське право, зокрема, створювало певні правові гарантії для сільського населення, забезпечувало посилений у порівнянні з магдебурзьким правом захист спадкових прав жінок.
На українських землях Кульмського права зазнало широкого поширення завдяки правним книгам Павла Кушевича «Закони Хелмські, виправлені з латини польською, переведені в п'яти книгах для загального використання» (Познань, 1623, та Варшава, 1646), що використовувалися в магістратах і судах у XVII—XIX століттях. Норми Кульмського права стали джерелом таких кодифікованих актів, як «Процес краткий приказний, виданий при гетьманській резиденції» (1734), «Права, за якими судиться малоросійський народ» (1743), «Зібрання малоросійських прав» 1807 року.

## Правові норми
Норми взаємовідносин між містянами та орденською адміністрацією умовно діляться на чотири основні групи.

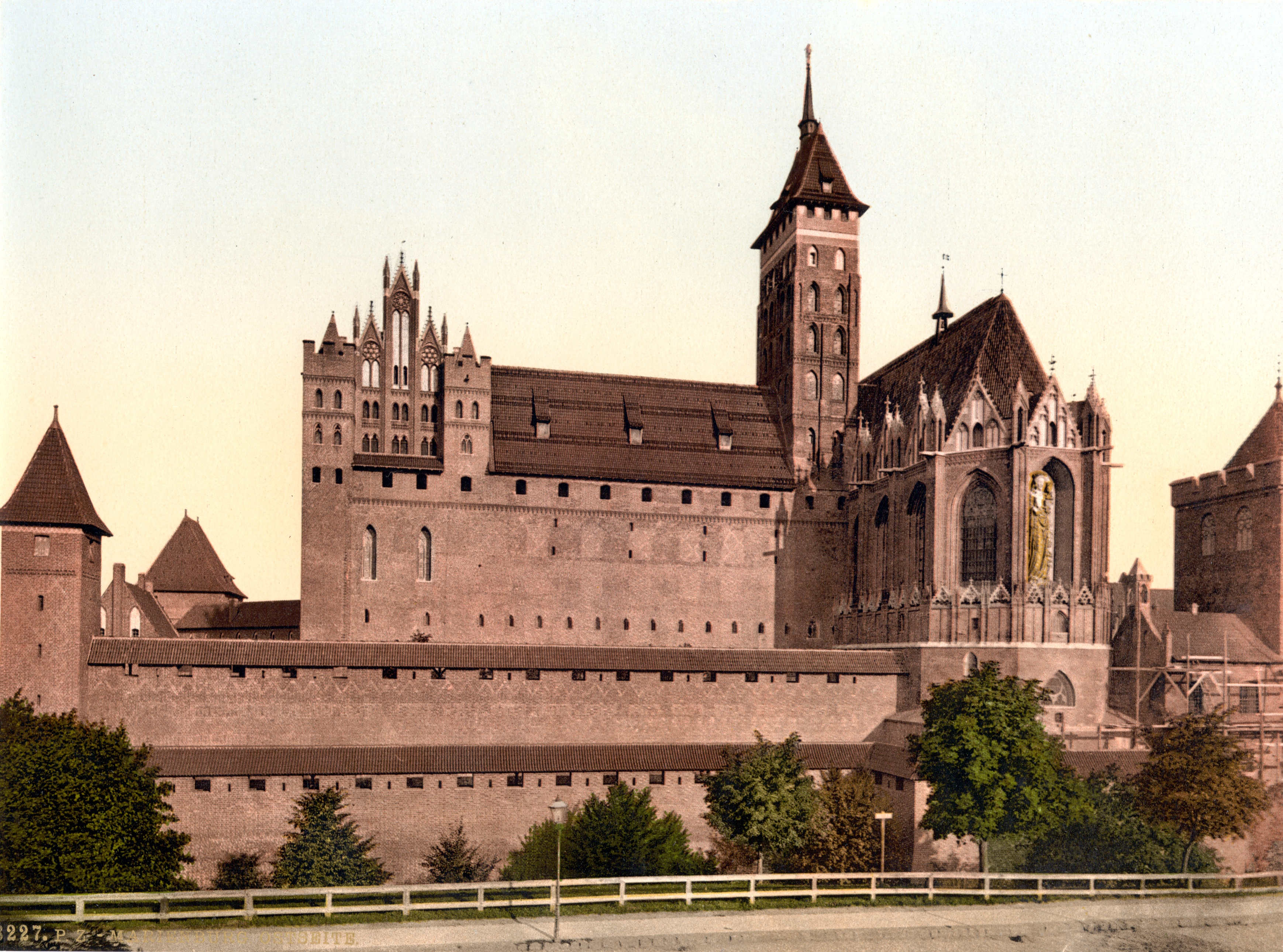
Резиденція Тевтонського ордену в Марієнбурзі (нині Мальборк)

Перша група правових норм визначає права та обов'язки містян. У них визначаються межі земель міст, що надаються містянам у спільне користування для господарської діяльності, місця рибного промислу. Містянин не мав приватної власності на землю, платив ренту, але міг передавати землю в спадок. Частина землі могла продаватися. Для покупця землі встановлювалася (у разі необхідності) військова повинність (це одна з відмінних рис Кульмського права — якщо містянин не міг нести службу або мав намір виїхати з міста, він повинен відшкодувати збиток і міг втратити частину майна). Таким шляхом формувався стан бюргерів і, водночас, виявлялися елементи кріпосної залежності.
Друга група правових норм визначала систему судочинства і розмежовувала юрисдикцію міської громади та Тевтонського ордену. Жителі міста щорічно обирали суддів. Міський суд отримував у своє розпорядження частину штрафних зборів (в першу чергу, за невеликі правопорушення). У порівнянні з магдебурзьким судовим правом (норми якого використовувалися при відправленні правосуддя) штрафні санкції застосовувались вдвічі менші. Вищою апеляційною інстанцією для всіх міст є рада міста Кульма. Покарання за найтяжчі злочини узгоджувалися з орденською владою
Третю групу правових норм складали норми, що визначали права Тевтонського ордену, який проголошувався володарем всієї Пруссії, її території та природних багатств (особлива увага зверталася на закріплення за орденом права полювання на бобрів і заборону лову прісноводної риби неводом). Орден залишав за собою право переправи людей через Віслу зі справлянням мита. Права Ордену були настільки детально прописані, що в них навіть згадувалося, що Орден повинен отримувати праву лопатку від здобутої містянами дичини. Орден не міг купувати в містах будинки, при отриманні нерухомості за заповітом зобов'язаний використовувати її так само, як використовував попередній господар
Четверта група правових норм мала загальний характер, встановлюючи уніфіковану систему заходів, грошей, звільняла орденські землі від мит. Кульмське право застосовувалося до XVI століття, однак міське право не втратило статус з утворенням на землях Тевтонського ордену Прусського герцогства
Відповідні привілеї давали містам право на самоврядування і власне судочинство за прикладом міста Хелмно, яке для таких міст ставало «старшим» («материнським») містом з питань застосування Кульмського права. Міська ж рада Хелмно набувала статусу вищої апеляційної інстанції для всіх судів. котрі користувалися Кульмським правом. В окремих випадках при наданні Кульмського права давалася вказівка на використання за зразок інших прусських міст. Так, місто Мукободи 1496 отримало Кульмське право на зразок Варшави. Статус вищого суду Кульмського права згодом, крім Хелмно, мали також Торунь і Кенігсберг. Лише ради цих міст, а також міська рада Данцига мали право напряму звертатися за роз'ясненнями до Магдебурга.

### Джерела права

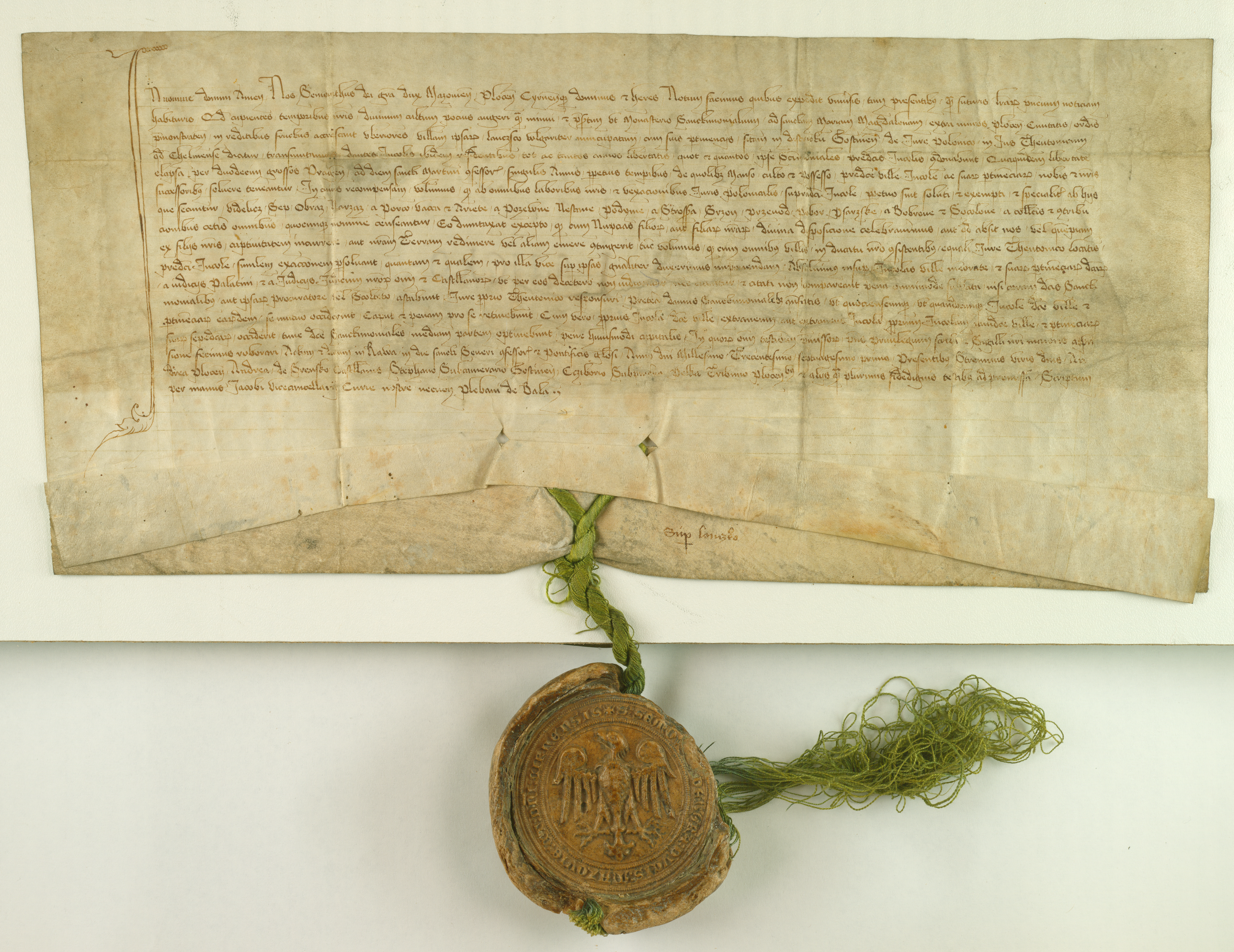
Грамота Сигизмунда III, яка започатковує у Лонцьку Кульмське право

### Спроби кодифікації

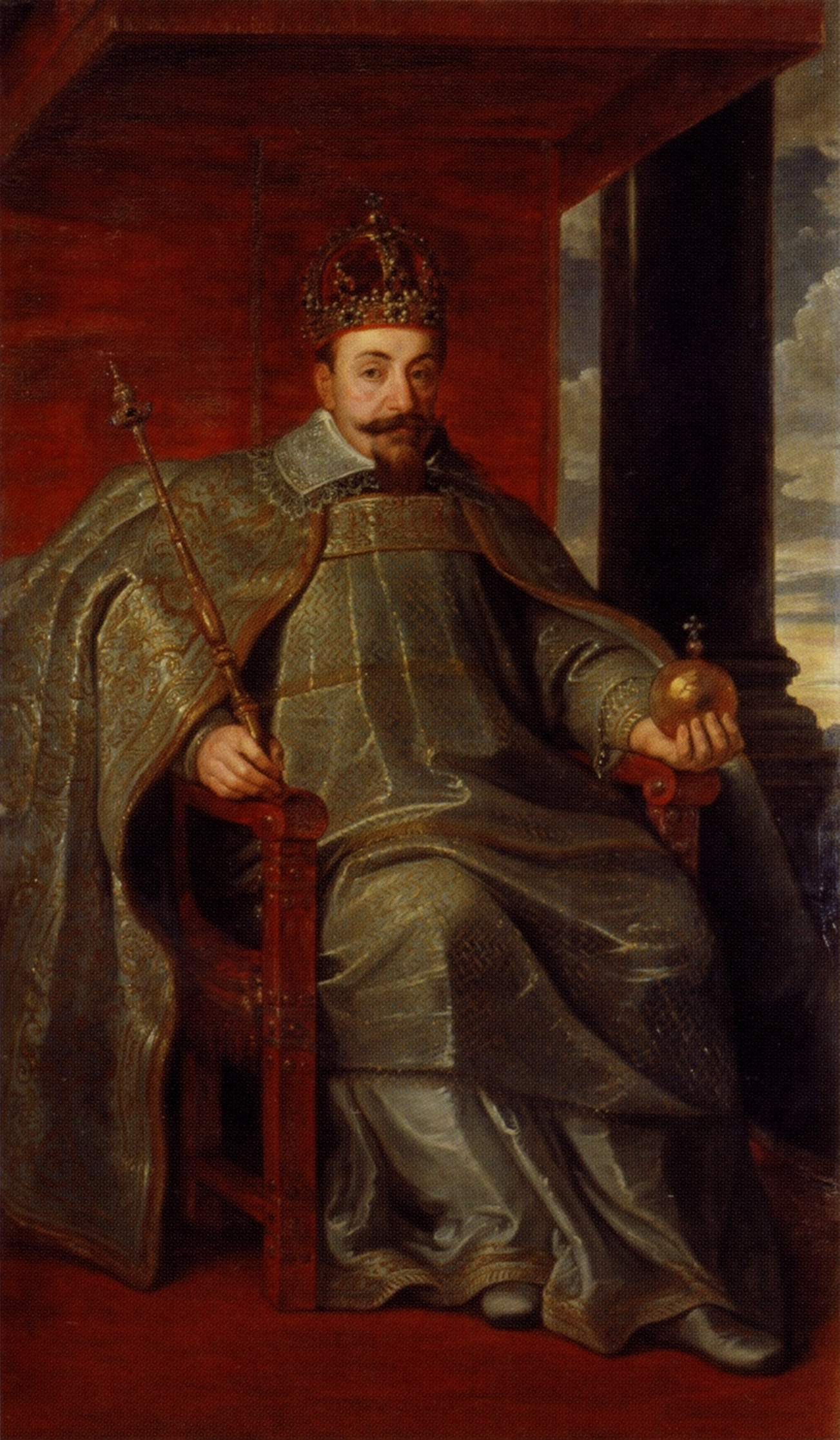
Король Речі Посполитої Сигизмунд III Ваза